# ميجا مان ليجندز 2
ميجا مان ليجندز 2 (بالإنجليزية:Mega Man Legends) (باليابانية:ロックマンDASH 2 エピソード２ 大いなる遺産) ، هي لعبة إلكترونية من نوع مغامرات والإثارة، وهي الجزء الثاني من سلسلة ميجا مان ليجندز ومنتجة من قبل كابكوم سنة 2000 ، وتعمل بنظام بلاي ستيشن ، وتلعب للفرد الواحد.

## نظرة عامة على اللعبة
تبدأ اللعبة لانهيار طائرة كبيرة افتراضية في منطقة قطبية باردة، ويقوم ميجا مان للقضاء على المخلوق العجيب المتوحش لعودة الطائرة لإقلاعها من جديد، ويقوم ميجا مان بجمع الجواهر الخاصة للفتاة، وقامت الفتاة بالهيمنة على الكون العجيب .

## وصلات خارجية
- Rockman Dash 2 official website (PSP) (باليابانية)
- Mega Man Legends 2 at موبي جيمز